# Mandela (bướm đêm)
Mandela  là một chi bướm đêm thuộc họ Erebidae.

## Hình ảnh

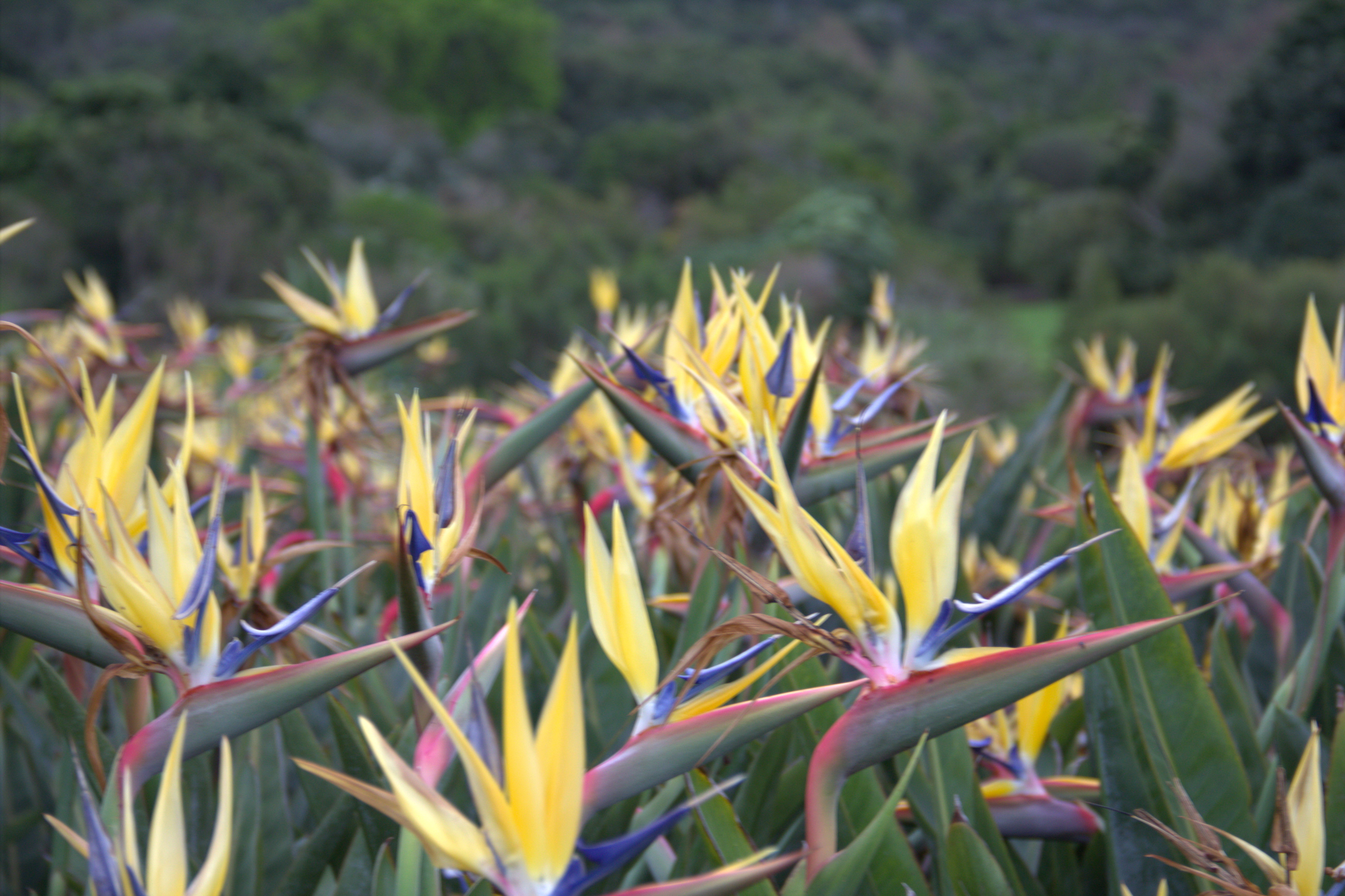